# Анчабадзе, Георгий Зурабович
Георгий Зурабович Анчабадзе (груз. გიორგი ზურაბის ძე ანჩაბაძე, абх. Гьаргь Зураб-иԥа Анчабадӡе; род. 1949, Тбилиси) — советский и грузинский историк, доктор исторических наук, профессор.

## Биография
Имеет абхазское происхождение, представитель княжеского рода Анчабадзе. Окончив востоковедческий факультет Тбилисского государственного университета, поступил в аспирантуру Института истории, археологии и этнографии АН Грузии. В настоящее время — ведущий научный сотрудник Института истории и этнологии АН Грузии.
В 1975 году защитил кандидатскую диссертацию «„Книга путешествия“ Эвлия Челеби как источник по истории горских народов Кавказа», в 1990 году — докторскую диссертацию «Источниковедческие проблемы военной истории Грузии: исследование грузинских исторических сочинений».
Основные направления исследований — история народов Грузии и Кавказа с древних времён до наших дней, проблемы военной истории и культурно-исторических связей Кавказа со странами Ближнего Востока, в частности, Турцией.
В 2013 году профессор Анчабадзе рассматривался премьер-министром Бидзиной Иванишвили в качестве одного из кандидатов на пост президента Грузии от правящей коалиции «Грузинская мечта».

### Семья
Отец — Зураб Вианорович Анчабадзе (1920—1984) — доктор исторических наук, профессор, первый ректор Абхазского государственного университета.
Мать — Тинатин Хахишвили.

## Избранные труды
- Анчабадзе Г. З. Источниковедческие проблемы военной истории Грузии : (Исследование груз. ист. соч.). — Тбилиси: Мецниереба, 1990. — 255 с. — 1200 экз. — ISBN 5-520-00777-2.
- Анчабадзе Г. З. Источниковедческие проблемы военной истории Грузии: (Исследование груз. ист. сочинений): Автореф. дис. … д-ра ист. наук. — Тбилиси, 1990. — 44 с.
- Анчабадзе Г. З. О чём повествует летопись // Абхазский меридиан.
- Анчабадзе Г. З. Попытки нейтрализации грузино-абхазского конфликта методами народной дипломатии (На основании личного опыта) // Роль неофициальной дипломатии в миротворческом процессе: Матер. грузино-абхазской конф. — Ирвайн, 1999. — С. 17-37.
- Анчабадзе Г. З. Изучение вопросов этнической истории абхазов на фоне грузино-абхазского конфликта // Аспекты грузино-абхазского конфликта. — Вып. 2. — Ирвайн, 2000.
- Анчабадзе Г. З. Вайнахи. — Тбилиси, 2001.
- Анчабадзе Г. З. Грузино-абхазское государство : историческая традиция и перспективы // Аспекты грузино-абхазского конфликта. — Вып. 5. — Ирвайн, 2001.
- Анчабадзе Г. З. Базовые интересы Абхазии и Грузии: шаги к укреплению доверия // Аспекты грузино-абхазского конфликта. — Вып. 8. — Ирвайн, 2002.